# Praça dos Três Poderes

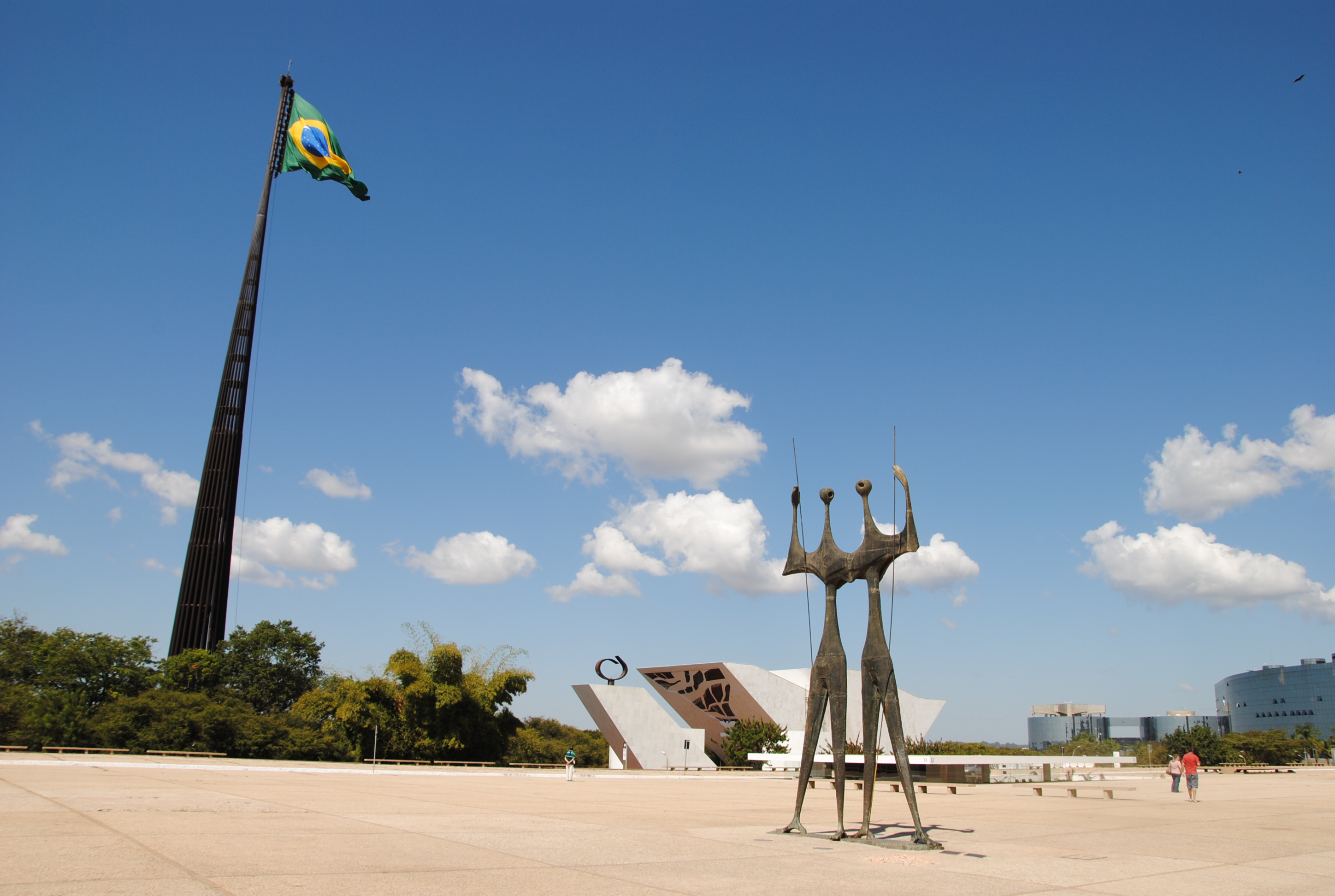
Một phần của Quảng trường với Quốc kỳ Brasil và tác phẩm điêu khắc Os Candangos.

Praça dos Três Poderes (phát âm tiếng Bồ Đào Nha: [ˈpɾasɐ dus ˈtɾes poˈdeɾis]; Quảng trường Ba Quyền lực) là một quảng trường nằm ở thủ đô Brasília của Brasil. Cái tên của nó xuất phát từ sự hiện diện của ba cơ quan quyền lực cao nhất của Chính phủ xung quanh quảng trường. Đó là Văn phòng Tổng thống đại diện cho cơ quan hành pháp; Văn phòng Quốc hội đại diện cho cơ quan lập pháp; và Tòa án Liên bang Tối cao đại diện cho cơ quan tư pháp.
Quảng trường được kiến trúc Lúcio Costa và Oscar Niemeyer thiết kế hài hòa ngày này trở thành một địa điểm thu hút khách du lịch ghé thăm Brasília.
Quảng trường cũng là một khu vực rất gần các địa danh nổi tiếng khác như Bảo tàng Espaço Lúcio Costa, Cung điện Itamaraty, đại lộ Monumental Axis, tháp Thượng viện Brasil, tháp truyền hình.. Ngoài ra, quảng trường cũng là nơi hiện diện lá cờ được treo thường xuyên lớn nhất thế giới. Đó là quốc kỳ của Brasil nặng 600 kg và nó chưa bao giờ được hạ xuống (không tính những lần thay thế cờ mới) kể từ khi thủ đô được khánh thành vào ngày 21 tháng 4 năm 1960. Lá cờ được thay thế hàng tháng trước sự hiện diện của Tiểu đoàn Bảo vệ Tổng thống, Vệ binh Dragoons và đôi khi là Tổng thống Brasil.